# Хисматов, Мухамедьян Фазыльянович
Мухамедьян Фазыльянович (Фазылянович, Фазылъянович) Хисматов (баш. Мөхәмәтйән Фазылйән улы Хисмәтов; 10 сентября 1930, с. Кирдасово Абзелиловского района БАССР — 18 марта 2010 года, Уфа) — советский российский географ-экономист. Кандидат географических наук (1959). Профессор (1992). Заслуженный деятель науки БАССР (1977). Считается основоположником экономической географии Башкортостана. Основные труды «посвящены вопросам экономической географии Башкортостана, структурного и пространственного анализа хозяйственного комплекса республики, территориальной организации отраслей экономики и природно-экономическим основам их развития».
Один из авторов «Словаря топонимов Башкирской АССР» (1980), входил в научный редакционный совет и редколлегию Башкирской энциклопедии.

## Биография
Родился 10 сентября 1930 года, в бедной семье крестьян из села Кирдасово Абзелиловского района. Рано осиротел. Жил в интернате, в Ташбулатовском детском доме. В годы Великой Отечественной, в 13 лет (в 1943 году) начал официальную трудовую деятельность. В неполные 18 лет закончил Темясовское педагогическое училище, и с сентября 1948 года стал учителем в школе. Молодой преподаватель продолжил учёбу. В 1950 году поступил на географический факультет БГПИ им. К. А. Тимирязева, затем в 1954 году — в аспирантуру Института географии Академии наук СССР, написал и успешно защитил в Москве кандидатскую диссертацию «Северная Башкирия : Экономико-географический характеристика». Степень кандидата географических наук присвоена в 1959 году.
Новоиспеченный кандидат наук вернулся в Уфу и начал преподавательскую, а затем и административную деятельность в Башкирском государственном университете. В 1963 году стал доцентом, в 1964 — деканом географического факультета.
В 1977 году присвоено почётное звание «Заслуженный деятель науки БАССР».
В 55 лет, в 1985 году, Мухамедьян Хисматов сменил, с должностным повышением, место работы. Его пригласили в Башкирский государственный педагогический институт, где получил должность завкафедрой экономической географии, а в 1992 году стал профессором кафедры.
Умер в ночь с 17 на 18 марта 2010 года в Уфе.